# Liste des vénérables reconnus par Paul VI
Durant son pontificat, le pape Paul VI a reconnu 85 vénérables.
Un futur « saint » de l'Église catholique commence par être déclaré « vénérable » puis « bienheureux ». Une enquête sur sa vie est menée pour savoir s'il a pratiqué les vertus chrétiennes à un degré « héroïque ». Dans la procédure de béatification et de canonisation, la reconnaissance de l'« héroïcité des vertus » ou, selon le cas, du martyr est la première étape majeure. La personnalité ainsi reconnue devient « vénérable » pour l'Église catholique. 

## 1964
13 février 1964 
- Ludovic de Casoria (1814-1885), franciscain réformé italien, fondateur des Franciscaines Élisabethaines.
- Marie du Divin Cœur (1863-1899), sœur de Notre-Dame de Charité du Bon Pasteur.

 8 avril 1964 
- Marie Fortunée Viti (1827-1922), religieuse bénédictine italienne.

## 1965
15 juillet 1965
- Giuseppe Benedetto Dusmet (1818-1894), cardinal italien bénédictin.
- Marie des Apôtres (1833-1907), cofondatrice des sœurs du Divin Sauveur.
- Charbel Makhlouf (1828-1898), de l'ordre libanais maronite.

23 novembre 1965
- Bruno Lanteri (1759-1830), fondateur des oblats de la Vierge Marie.

## 1966
15 décembre 1966
- Adolphe Petit (1822-1914), jésuite belge.
- André Beltrami (1870-1897), salésien italien.
- Gaspard Bertoni (1777-1853), prêtre italien, fondateur de la congrégation des saints stigmates de Notre Seigneur Jésus-Christ.
- Anne Michelotti (1843-1888), fondatrice des petites Servantes du Sacré-Cœur de Jésus.
- Jean-Marie de La Mennais (1780-1860), fondateur des filles de la Providence et des frères de l'instruction chrétienne.
- Vital-Justin Grandin (1829-1902), oblat de Marie Immaculée et 1er évêque du diocèse de Saint-Albert.

## 1968
4 juillet 1968
- Charles Dominique Albini (1790-1839), oblat de Marie Immaculée.
- François Rivat (1808-1881), premier supérieur général des Frères maristes.
- Jean Nepomucène de Tschiderer (1777-1860), évêque de Trente.
- Marie Repetto (1807-1890), religieuse italienne des sœurs de Notre Dame du refuge du Mont Calvaire.

19 septembre 1968
- Augustine Pietrantoni (1864-1894), religieuse italienne des sœurs de la charité de sainte Jeanne-Antide Thouret.
- Charles Marie Schilling (1835-1907), norvégien converti devenu barnabite.

## 1969
30 janvier 1969
- Françoise Schervier (1819-1876), fondatrice des sœurs des pauvres de Saint François.
- Maximilien Kolbe (1894-1941), franciscain conventuel polonais, martyr.

## 1970
16 mars 1970
- Joseph Freinademetz (1852-1908), missionnaire de la société du Verbe Divin.
- Marie-Thérèse Ledóchowska (1863-1922), polonaise, fondatrice des sœurs missionnaires de saint Pierre Claver.
- Miguel Febres Cordero (1854-1910), équatorien, frère des écoles chrétiennes.
- Raphaëlle Ybarra de Vilallonga (1843-1900), espagnole, fondatrice des sœurs des Saints Anges gardiens.

4 mai 1970
- Clément Marchisio (1833-1903), prêtre italien, fondateur des filles de Saint Joseph de Rivalba.
- Manuel Domingo y Sol (1836-1909), prêtre espagnol, fondateur des prêtres ouvriers diocésains du Sacré-Cœur de Jésus.
- François Coll Guitart (1812-1875), dominicain espagnol fondateur des dominicaines de l'Annonciation.
- Mutien Marie Wiaux (1841-1917), belge, frère des écoles chrétiennes.
- Valentin Paquay (1828-1905), belge, franciscain.

19 novembre 1970
- Eugène de Mazenod (1782-1861), évêque de Marseille et fondateur des oblats de Marie-Immaculée.
- Charles Steeb (1773-1856), fondateur des  sœurs de la Miséricorde de Vérone.
- Marie-Jeanne Guillén Ramírez (1575-1607), espagnole, religieuse augustine de Orihuela.
- Marie-Madeleine d'Houët (1781-1858), fondatrice des fidèles compagnes de Jésus.

## 1971
14 juin 1971
- Petra Pérez Florido (1845-1906), espagnole fondatrice des mères des abandonnés et de saint Joseph de la montagne.
- François Faà di Bruno (1825-1888), fondateur des sœurs minimes de Notre Dame du Suffrage.
- Joseph Toniolo (1845-1918), économiste et sociologue italien.
- Ludovic Necchi (it) (1876-1930), médecin italien.

## 1972
22 juin 1972
- Baptistine Vernazza (en) (1497-1587), chanoinesse du Latran.
- Zéphyrin Namuncurá (1886-1905), séminariste salésien Mapuche.
- Jean Baptiste Jossa (1767-1828), membre du Tiers-Ordre augustin.
- Jacques-Désiré Laval (1803-1864), missionnaire spiritain.
- Jean Gailhac (1802-1890), fondateur de la congrégation des Religieuses du Sacré-Cœur de Marie.
- Marie de Jésus Lopez de Rivas (1560-1640), carmélite déchaussée.

## 1973
10 mai 1973
- Arnold Janssen (1837-1909), fondateur de la Société du Verbe Divin.
- Jean Merlini (1795-1873), missionnaire du Précieux-Sang.
- Joseph Moscati (1880-1927), médecin italien.
- Louis-Zéphirin Moreau (1824-1901), évêque du diocèse de Saint-Hyacinthe.
- Marie Thérèse Zonfrilli (1899-1934), italien membre des filles de Notre-Dame du Mont Calvaire.
- Paule Delpuig i Gelabert (ca) (1811-1889), supérieure générale des Carmélites de la charité.
- Vincent Grossi (1845-1917), prêtre italien, fondateur des filles de l'Oratoire.

18 octobre 1973
- Bernard-Marie de Jésus (1831-1911), italien, supérieur général de la congrégation de la Passion de Jésus-Christ.
- Guillaume-Joseph Chaminade (1761-1850), fondateur des marianistes.

## 1974
21 janvier 1974
- Béatrice da Silva (1424-1492), fondatrice de l'ordre de l'Immaculée Conception.

1er mars 1974
- Léopold Mandic (1866-1942), prêtre capucin.

4 octobre 1974
- Gaétan Errico (1791-1860), fondateur des missionnaires des Sacrés Cœurs de Jésus et de Marie.
- Marie Catherine Kasper (1820-1898), fondatrice des Pauvres servantes de Jésus-Christ.
- Marie Rose Molas y Vallvé (1815-1876), espagnole fondatrice des sœurs de Notre Dame de la Consolation.

## 1975
1er février 1975
- Andrea Carlo Ferrari (1850-1921), archevêque de Milan.
- Marie Henriette Dominici (1829-1894), italienne cofondatrice des sœurs de Sainte-Anne de Turin.
- Ézéchiel Moreno y Díaz (1848-1906), membre des augustins récollets.

23 mai 1975
- Anne des Anges Monteagudo (1602-1686), religieuse péruvienne.
- Thérèse-Marie Manetti (1846-1910), fondatrice des carmélites de Sainte Thérèse de Florence.

3 octobre 1975
- Bartolo Longo (1841-1926), apôtre du rosaire.
- Matt Talbot (1856-1925), ouvrier irlandais.

## 1976
12 février 1976
- Alphonse-Marie Fusco (1839-1910), fondateur des sœurs de saint Jean Baptiste.
- Angèle de la Croix (1846-1932), fondatrice des sœurs de la compagnie de la Croix.

15 mai 1976
- Henri de Osso y Cervello (1840-1896), fondateur de la compagnie de Sainte Thérèse.
- Marie-Amélie Fristel (1798-1866), fondatrice des Sœurs des Saints-Cœurs de Jésus et de Marie.

13 novembre 1976
- Joseph Gérard (1831-1914), oblat de Marie Immaculée.
- Louis-Édouard Cestac (1801-1868), prêtre fondateur des Servantes de Marie d'Anglet.

## 1977
20 janvier 1977
- Albert Chmielowski (1845-1916), polonais, fondateur des frères du Tiers-Ordre de Saint François et des sœurs albertines.

14 avril 1977
- Marie Anne Sala (1829-1891), membre des sœurs de Sainte Marcelline.

7 juillet 1977
- Damien De Veuster (1840-1889), picpucien.
- Georges Marie Martinelli (it) (1655-1727), fondateur des Oblats du Rho.
- Marie Louise Maurizi 	(1770-1831), fondatrice d'une monastère de religieuses servites à Rome.
- Pierre Dominique Trabattoni (1848-1930), archiprêtre.

## 1978
6 février 1978
- Anne Marie Adorni	(1805-1893), fondatrice des servantes de l'Immaculée Conception de Parme.
- Claudine Thévenet (1774-1837), fondatrice de la congrégation des religieuses de Jésus-Marie.
- Louis Orione (1872-1940), fondateur.
- Marguerite Sinclair (en) (1900-1925), clarisse colettine.

12 juin 1978
- André Bessette (1845-1937), membre de la congrégation de Sainte-Croix.
- Joseph Marello (1844-1895), évêque italien, fondateur des oblats de saint Joseph.
- Louis Scrosoppi (1804-1884), oratorien italien, fondateur des sœurs de la Providence de saint Gaétan de Thiene.
- Richard Pampuri (1897-1930), médecin membre de l'ordre des hospitaliers de Saint-Jean-de-Dieu.